# Rozgonyi család

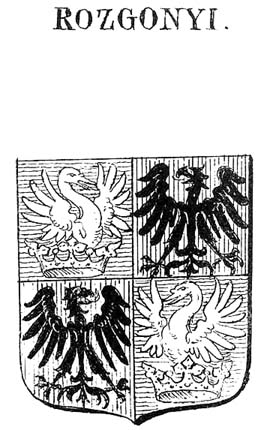
A Rozgonyi család címere

A Rozgonyi család ősi, mára már feltehetőleg kihalt család, melynek okleveles eredetét a 13. század második felétől követhetjük nyomon.

## Nevének eredete
A család nevét Abaúj vármegyében a Tarcza vize mellett fekvő Rozgony helységről vette. A helység a trencséni Csák Máté ellen 1312-ben vívott döntő csatáról is nevezetes.

## Története
A család őse Raynald (Rajnold/Rénold) királyi főlovászmester (Básztélyi Rénoldnak, az esztergomi érsek procurátorának a fia, Berthold de Básztélynak pedig az unokája), aki királyi apródként került IV. Béla udvarába és kötött barátságot a későbbi V. István királlyal, akinek hadvezére lett. Később több vármegye ispánja és a király fiának, László hercegnek főétekfogómestere volt, majd királynéi tárnokmester, szörényi bán, főasztalnokmester, végül 1289-90-ben Magyarország nádora lett (+1296. előtt). Ő kapott adományba a karantáni és csehországi háborúkban, valamint a görögországi hadjáratban szerzett hadi érdemeiért hatalmas uradalmakat, így többek között az Abaúj, Szabolcs és Zemplén vármegyei birtokokkal együtt Rozgony helységet is 1270-ben V. István királytól, honnan a család a nevét veszi.
Rajnoldnak fia volt:
- László- aki a Hontpázmány nemzetségbeli Nagyorrú I. Ders leányát, Thúry Katalint vette feleségül - fiai voltak:

- I. János: I. Jánosnak fia volt II. László, ki I. Lajos királyt a nápolyi hadjáratba kisérte, és az aversai táborban 1350-ben pallosjogot nyert. Három nevezetes fia maradt: I. Osváld, II. Lőrincz és II. János, kik mindhárman Zsigmond király alatt 1396-ban Nikápolynál hősként estek el; János leányát, Annát, Bicskey/Bikcsey János comes, Bicskei Gergely esztergomi érsek fivére vette feleségül (az ő fiuk volt Bicskey dictus Rufus Mihály alnádor).
- I. Péter: I. Péter 1334-ben élt, fia volt I. Lőrinc, kinek fia III. János és Sebestyén volt. III. János sárosi várnagy volt, ki főispán rokonával IV. Istvánnal együtt Zsigmond király ellen hűtlenségbe esett, de mindketten 1410-ben kegyelmet nyertek.
I. Péter unokája III. János, ki előbb sárosi várnagy, majd utóbb 1434-ben kincstartó tárnokmester, 1451-ben pedig erdélyi vajda lett, és az volt 1458-ig, amikor is hivataláról lemondott. Neje Tharczay Apollónia volt, gyermekeit tőle nem ismerjük.
I. Pétertől való unokája I. Sebestyén, ki 1457-ben főlovász mester, 1459–1461-ben erdélyi vajda volt.
Rajnoldnak egy leánya is volt: Klára, aki Oltmányi Csamazhoz ment férjhez.

## Nevezetesebb személyek
A családból: I. Simon, ki testvérével III. László-val együtt részt vett az I. Lajos és Zsigmond király alatti olasz és török hadjáratokban, nevezetesen Tarviso mellett 1357. körül megsebesült, 1396-ban Nikápolynál harcolt, 1409-ben országbíró lett. Meghalt 1414-ben. Özvegye Dobi Hedvig volt, kitől három fia maradt: II. Simon, III. István és György.
I. Simon harmadik testvére III. László volt, ki 1357-ben élt. Fiai voltak: II. Péter, IV. János, II. István és II. Miklós. A második és negyedik gyermek korában halt meg.
II. Péter 1417-ben veszprémi, 1425-ben egri püspök lett. Ő alapította az egervári b. sz. Mária prépostságát. Meghalt 1438-ban.
II. István essegvári várnagy, bakonyi főispán, 1410-ben temesi főispán, 1428-ban Galambócnál harcolt, 1431-ben Diósgyőrt, Földest és Dédest kapta Borbála királynétól, 1458-ban fiaival V. Jánossal megerősítést kapott Mátyás királytól Tata, Vitány, Gesztes és Essegvárára, melyeket még Albert királytól és nejétől Erzsébet királynétól zálogba kapott. Neje volt Szent-Györgyi Cziczelle, a híres galambóci hősnő; kitől  gyermekei: III. Lőrincz, V. János, IV. István, II. Rajnald és II. Osvald voltak. Ezek közül:
- III. Lőrinc Hunyady János alatt kapitány volt. Elesett a csehek ellen. Érdemeit V. László király 1453. évi oklevele sorolja fel.
- II. Simon: 1397–1411. esztergomi kanonok, majd szepesi prépost, 1429-ben veszprémi és 1440-ben egri püspök lett. Elesett Várnánál 1444-ben.
Palóczy prímás halála után Széchy Györgyre vagy reá szállt volna az esztergomi érseki szék, de Erzsébet özvegy királyné Széchy Györgyöt tette meg esztergomi érsekké, azt mondván, hogy „míg ő uralkodik Magyarországon, addig Rozgonyi Simon érsek nem lesz.” Ezt hallva Rozgonyi, azt válaszolta: „hogy mig ő él, soha addig Erzsébet nem fog uralkodni.” Mindkettő teljesült. Simon II. Ulászló részére hathatósan dolgozott. Ugyan csak Simonnal még a Veszprémi püspök korában történt a királyné koronázási jog feletti vita is.
I. Simon harmadik testvére volt III. László, aki 1357-ben élt. Fiai voltak: II. Péter, IV. János, II. István és II. Miklós. A második és negyedik gyermek korában halt meg.
II. Péter 1417-ben veszprémi, 1425-ben egri püspök lett. Ő alapította az egervári boldogságos sz. Mária prépostságát. Meghalt 1438-ban.
- I. György I. Zsigmonddal járt a konstanzi zsinaton, 1430-ban pozsonyi főispán, 1444-ben országbíró lett. Élt még 1452-ben is. Egyetlen leánya Ilona Szent-Györgyi Imre felesége volt.
- III. István szintén I. Zsigmond király alatt szolgált, vele volt a konstanzi zsinaton is, és másutt 1392-ben. 1412-ben kitüntette magát Dobor vára alatt  1421-ben pozsonyi kapitány és ekkor vagy 1424-ben pozsonyi főispán is. Meghalt 1441. táján. Két gyermeke maradt: II. Sebestyén és Margit, előbb dengeleghi Pongrácz Mátyásné, 2-or Ujlaky Miklósné.

II. Sebestyén fia volt V. László, ki 1481-ben belgrádi kapitány volt és még 1491-ben is élt.
- IV. István 1431-ben élt.
- II. Rajnald: 1442-ben Nógrád és Heves vármegye főispánja volt; 1448-ban részt vett a rigómezei csatában, 1459-ben már a székelyek ispánja, mikor János és Osvát testvérével együtt Tata várára királyi megerősítést nyertek. 1461-ben János testvérével Bihar vármegyében Szent-Péterszeg és Szent-Miklós telkére, melyek előbb Szilágyi Mihály birtokai voltak, királyi adományt kapott, de a bodajki malom használatától ugyanazon évben tiltja őt a fejérvári keresztesek konventje 
II. Rajnald 1471-ben már főtárnok mester volt. Meghalt nemsokára. Nejétől Maynberg Erzsébettől egy leánya maradt: Anna, 1477-ben Losonczy Istvánné.
- II. Osváld: 1453-ban székelyek ispánja, 1460-ban főlovászmester volt. Három gyermeke maradt: 1. V. István, 2. III. Osváld, ki 1483-ban halt meg, egy leányt Dorottyát, Gyulaffy Istvánnét hagyván maga után; és 3. Dorottya Palóczi Imre felesége.
- VI. István 1490, ki de Mogyorós vagy inkább de Monyorós néven írta magát, jelen volt 1505-ben a rákosi országgyűlésen.
- VI. János kétszer nősült, első neje alsólindvai Bánffy Dorottya volt, a második Pethő Dorottya; első nejétől következő négy gyermeke volt:
1. VII. János, kinek 1481-ben özvegye Margit volt.
2. Klára előbb Kanisai Györgyné, utóbb Egervári Lászlóné.
3. Apollónia (néhol hibásan Zsuzsanna) Csáki Benedekné.
4. Borbála Frangepán Mihályné.
Második nejétől születtek:
5. IV. Osvald 
6. VII. István
VII. István, kire miután a többi Rozgonyi kihalt, szép birtokok maradtak, ez időben a leggazdagabb magyar főurak közé tartozott.
Első neje Héderváry Kata volt; ettől születtek gyermekei VIII. János, III. Péter kik korán elhaltak, és Katalin, ki ecsedi Báthori András felesége lett; a második neje mesztegnyői Szerecsen Krisztina volt, ettől egyetlen leánya Katalin korán elhalt. 
VII. István családjának fiágon való kihalását látva, nehogy roppant javai mind a koronára szálljanak, II. Lajos királytól 1519-ben kieszközölte, hogy birtokainak egy szép része (hat vár) vejére Báthori Andrásra maradjon; ezután meghalt 1523-ban, s benne az utolsó Rozgonyi is sírba szállt.
- Rozgonyi György (országnagy)